# 奧弗利 (堪薩斯州)
奧弗利（英語：Offerle）是一個位於美國堪薩斯州愛德華茲縣的城市。

## 地方資料
根據2020年美國人口普查的數據，奧弗利的面積為0.71平方千米，當中陸地面積為0.71平方千米，而水域面積為0.00平方千米。當地共有人口179人，而人口密度為每平方千米252.11人。